# Martina Vondrová
Martina Vondrová (* 3. července 1972 Jablonec nad Nisou), provdaná Chlumová, je bývalá česká běžkyně na lyžích, která závodila v letech 1992–1996.
Startovala na ZOH 1994, kde jejím nejlepším individuálním výsledkem bylo 31. místo v závodě na 15 km volným způsobem. Ve štafetovém závodě pomohla českému týmu k deváté příčce. Zúčastnila se rovněž Mistrovství světa 1993, v závodě Kontinentálního poháru na 5 km klasicky skončila v roce 1995 na šestém místě.